# Bernardin Palaj
Bernardin Palaj OFM właśc. Zef Palaj (ur. 2 października 1894 we wsi Shllak k. Szkodry, zm. 2 grudnia 1946 w Szkodrze) – albański ksiądz katolicki, franciszkanin (OFM), folklorysta i poeta, ofiara prześladowań komunistycznych, błogosławiony Kościoła katolickiego.

## Życiorys
Był najstarszym z czwórki dzieci szewca Gjona Palaja i Marty z d. Dedja. Uczył się w prowadzonej przez Franciszkanów szkole w Szkodrze. W 1911 wstąpił do zakonu franciszkanów, przyjął imię zakonne Bernardin i wyjechał do Salzburga, gdzie uczył się w liceum, a następnie w Innsbrucku studiował teologię. 15 września 1911 rozpoczął nowicjat, a 2 sierpnia 1918 w Rubiku został wyświęcony na księdza. Uczył języka łacińskiego w szkoderskim Collegium Illyricum, a następnie pracował w parafiach Toplane, Polcit Shale, Pult i Rubik.
W latach 1923–1924 zaangażował się w działalność polityczną. Wspólnie z Ndre Mjedą, Gjergj Fishtą i Antonem Harapim wydawał czasopismo Ora e maleve (Czas gór), związane z opozycją parlamentarną. Wtedy używał pseudonimów: Kukel Lapaj, Constantinus i Viator. Za swoją aktywność polityczną został w 1924 aresztowany, ale wkrótce opuścił więzienie, dzięki wstawiennictwu abp Lazëra Mjedy.
W latach 1919–1934 prowadził badania nad folklorem północnej Albanii. Zebrane przez niego teksty zostały opublikowane w czasopiśmie Hylli i Dritës. W 1937 ukazał się zbiór pieśni i legend z północnej Albanii opracowanych przez Palaja i Donata Kurtiego. Od 1934 pisał wiersze liryczne i krótkie opowiadania, które ukazywały się w Hylli i Dritës. Po śmierci Gjergji Fishty Palaj napisał na jego cześć elegię Kah nata e vetme (Ku samotnej nocy). Od 1942 na łamach Hylli i Dritës publikował swoje badania nad albańskim prawem zwyczajowym.
W czasie włoskiej okupacji Albanii Palaj współpracował z policją włoską, Hasan Bello określa go mianem "kapelana albańskiej milicji". Jako członek Instytutu Studiów Albańskich, działającego pod kontrolą włoską kontynuował swoje badania nad albańskim prawem zwyczajowym. Po przejęciu władzy przez komunistów w 1944 uciekł w góry, ale został aresztowany 22 października 1946 w Rubiku. Jednym z dowodów w jego sprawie były teksty publikowane w Hylli i Dritës, w których potępiał komunizm. Związany zardzewiałym drutem, z powodu zakażenia tężcem zmarł w więzieniu w Szkodrze w grudniu 1946, zanim stanął przed sądem. Jego ciała nie wydano rodzinie, został pochowany na dziedzińcu byłego sanatorium w Szkodrze.

## Beatyfikacja
Palaj znalazł się w gronie 38 Albańczyków, którzy 5 listopada 2016 w Szkodrze zostali ogłoszeni błogosławionymi. Beatyfikacja duchownych, którzy zginęli „in odium fidei” została zaaprobowana przez papieża Franciszka 26 kwietnia 2016. Imię Palaja nosi jedna z ulic w tirańskiej dzielnicy Selitë.

## Publikacje
- Kangë kreshnikësh dhe legenda, 1937
- Doke e kanu ne Dukagjin, 1942
- Dioqezi i Pultit, 1943
- Mite, besime e legenda, 1943